# Советский сельсовет (Нижегородская область)
Сове́тский сельсовет — сельское поселение в Большемурашкинском районе Нижегородской области Российской Федерации.
Административный центр — посёлок Советский.

## История
Статус и границы сельского поселения установлены Законом Нижегородской области от 15 июня 2004 года № 60-З «О наделении муниципальных образований — городов, рабочих посёлков и сельсоветов Нижегородской области статусом городского, сельского поселения».

## Население
| 2002  | 2010  | 2012  | 2013  | 2014  | 2015  | 2016  |
| ----- | ----- | ----- | ----- | ----- | ----- | ----- |
| 2078  | ↘1817 | ↘1756 | ↘1749 | ↗1758 | ↘1735 | ↘1723 |
| 2017  | 2018  | 2019  | 2020  | 2021  |       |       |
| ↘1715 | ↘1673 | ↘1653 | ↘1615 | ↗1751 |       |       |

## Состав сельского поселения
| №  | Населённый пункт | Тип населённого пункта          | Население |
| -- | ---------------- | ------------------------------- | --------- |
| 1  | Вершинино        | село                            | ↘144      |
| 2  | Картмазово       | село                            | ↘42       |
| 3  | Красново         | деревня                         | ↘6        |
| 4  | Красный          | посёлок                         | ↘2        |
| 5  | Малое Мурашкино  | село                            | ↘102      |
| 6  | Малые Бакалды    | деревня                         | ↘5        |
| 7  | Медвежий Лог     | деревня                         | ↘22       |
| 8  | Нелюбово         | село                            | ↘31       |
| 9  | Николаевка       | деревня                         | ↘2        |
| 10 | Рождествено      | село                            | ↘406      |
| 11 | Советский        | посёлок, административный центр | ↘1055     |